# We Shall Keep the Faith

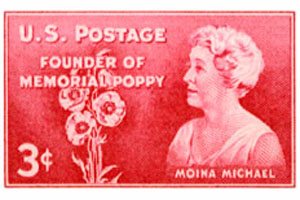
Moina Michael, op een Amerikaanse postzegel

We shall keep the faith (Wij zullen loyaal blijven) is een gedicht van de Amerikaanse hoogleraar en humanitair werker Moina Michael (1869-1944) ter ere van de militairen die vielen tijdens de Eerste Wereldoorlog. Michael schreef het als een antwoord op het gedicht In Flanders Fields van de Canadese arts en kolonel John McCrae, een van de bekendste oorlogsgedichten.

## Klaprozen en de twee gedichten
McCrae werkte tijdens de oorlog als arts voor het Canadese leger en stierf op 28 januari 1918 in Noord-Frankrijk aan een longontsteking. Zijn iconische gedicht wordt vaak gelezen als aanklacht tegen de zinloosheid van de oorlog, door de tegenstelling tussen het massale sterven van mensen en de bloeiende klaprozen (poppy’s). Hierdoor geïnspireerd bepleitte Moina Michael om de klaproos als herinneringsteken te gebruiken. 
Moina Michael werkte in 1918 als vrijwilliger voor een centrum in New York dat soldaten steunde die overzee gingen of gewond terugkeerden. Toen zij op 9 november in een pauze op het centrum McCraes gedicht herlas, werd zij er zeer door getroffen, vooral door de derde strofe waarin McCrae opriep om de militairen trouw te blijven.
Zij schreef haar ‘antwoord’ nog dezelfde dag. Het werd gepubliceerd na de wapenstilstand op 11 november. Zij vertelt de gevallenen dat ze gerust kunnen zijn: zij waren niet voor niets gestorven. De overlevenden zouden de ‘toorts’ (torch) uit McCraes gedicht overnemen en loyaal aan hen blijven (keep the faith). Ze verbindt explicieter dan McCrae het rood van de bloemen met het rode bloed van de gesneuvelde soldaten. Ter ere van hen zouden zij de twee tekens (de toorts en het klaprozenrood) hooghouden.
Het gedicht is vooral een oproep van Michael aan haar landgenoten om ook deze houding aan te nemen. Zij besloot om zelf voortaan een kunstbloem in de vorm van een klaproos op haar kleding te dragen ter ere van de gevallen militairen. Voor anderen die dit een goed idee vonden, schafte ze meer kunstbloemen aan. Later zette zij zich sterk in voor de instelling van de remembrance poppy (herinneringsklaproos). In de jaren na de oorlog werden vele kunstbloemen verkocht om geld in te zamelen voor oorlogsveteranen. Dit vormde het begin van de traditie in de Angelsaksische wereld om in de maand voorafgaand aan Remembrance Day kunststoffen klaprozen op de revers te dragen.

## Tekst
Oh! You who sleep in Flanders’ fields,
Sleep sweet - to rise anew!
We caught the torch you threw,
And holding high, we keep the faith
With all who died.
We cherish, too, the poppy red
That grows on fields where valor led;
It seems to signal to the skies
That blood of heroes never dies,
But lends a lustre to the red
Of the flower that blooms above the dead
In Flanders’ fields.
And now the Torch and Poppy Red
We wear in honor of our dead.
Fear not that ye have died for naught;
We’ll teach the lesson that ye wrought
In Flanders’ fields.